# Tiilikanselkä
Tiilikanselkä är den nordligaste delen av sjön Älänne i Finland. Den ligger i Rautavaara i landskapet Norra Savolax, i den centrala delen av landet, 400 km norr om huvudstaden Helsingfors. Tiilikanselkä ligger 123 meter över havet.